# Talentirani gospodin Ripley (1999.)
Talentirani gospodin Ripley (eng. The Talented Mr. Ripley) je američki psihološki triler iz 1999. godine kojeg je režirao Anthony Minghella. Radi se o filmskoj adaptaciji istoimene knjige iz 1955. godine, autorice Patricie Highsmith koja je ranije već adaptirana za francuski film Plein Soleil iz 1960. godine.
U filmu Talentirani gospodin Ripley glavne uloge su ostvarili Matt Damon kao naslovni lik Tom Ripley, Gwyneth Paltrow kao Marge Sherwood, Jude Law kao Dickie Greenleaf, Cate Blanchett kao Meredith Louge (lik koji se ne pojavljuje u knjizi), Philip Seymour Hoffman kao Freddie Miles, Jack Davenport kao Peter Smith-Kingsley (prošireni lik za potrebe filma), James Rebhorn kao Herbert Greenleaf, Celia Weston kao teta Joan i Ivano Marescotti kao Colonnello Verrecchia.
Film je uglavnom sniman u Italiji, gdje su gradovi Rim i Venecija poslužili kao glavna mjesta radnje.

## Radnja
Tom Ripley je mladić koji vodi svakodnevnu bitku sa životom kako bi preživio tijekom 50-ih godina prošlog stoljeća u New Yorku. Njegovi "talenti" su krivotvorenje, laganje i lažno predstavljanje. Tijekom rada na jednoj zabavi prilazi mu bogati vlasnik brodogradilišta Herbert Greenleaf koji vjeruje da je Ripley pohađao sveučilište Princeton s njegovim sinom Dickiejem. Greenleaf unajmljuje Ripleyja da otputuje u Italiju kako bi nagovorio Dickieja da se vrati u SAD; usluga za koju će Ripleyju platiti tisuću dolara. Ripley prihvaća premda nikad nije upoznao Dickieja ili pohađao Princeton.
Nedugo nakon svog dolaska u Italiju, Ripley iscenira "slučajan" susret na plaži s Dickiejem i njegovom djevojkom Marge Sherwood te vrlo brzo potom postane dijelom njihovih života. Tijekom jednog od svojih izlazaka, Dickie i Ripley se sastaju s Dickiejevim prijateljem Freddiejem Milesom kojem se Ripley nikako ne sviđa i koji gleda na njega s prijezirom.
Stvari se uskoro počinju mijenjati kada se lokalna djevojka, koja je zatrudnjela s Dickiejevim djetetom, utopi, a sve nakon što joj on odbije dati financijsku pomoć. Ubrzo potom Dickieju dosadi njegov novi prijatelj zbog Ripleyjeve konstantne prisutnosti pogotovo nakon otkrića da je Ripley lagao u vezi njihovih zajedničkih dana provedenih na Princetonu. Ripleyjevi vlastiti osjećaji su komplicirani zbog njegove istovremene želje da ostane dijelom Dickiejevog lagodnog života i rastuće seksualne opsesije prema novom prijatelju.
Kako bi umirio Ripleyja, Dickie ga pozove da s njim otputuje na kratak odmor u San Remo. Njih dvojica unajmljuju mali brodić i krenu prema otvorenom moru. Dickie u jednom trenutku poludi nakon što se Ripley suoči s njim u vezi njegovog ponašanja nakon čega se njih dvojica potuku što će rezultirati Ripleyjevim ubojitim udarcem veslom prema Dickieju u napadu bijesa. Dickie ga napadne i naređuje Ripleyju da ode s brodića, ali ga Ripley zatuče do smrti s veslom. Kako bi sakrio svoj zločin, on potapa brodić s Dickiejevim tijelom na njemu te otpliva do obale.
Nakon što ga hotelski službenik zamijeni za Dickieja, Ripley iznenada shvaća da može preuzeti njegov identitet. On krivotvori Dickiejev potpis, modificira njegovu putovnicu i započne živjeti na njegovom džeparcu. Iskorištava njegovu pisaću mašinu kako bi Marge poslao pismo u kojem je "Dickie" ostavlja. Njegova maska ide toliko daleko da se istovremeno prijavljuje u dva hotela - u jednom kao Dickie, a u drugom kao Ripley - te održava komunikaciju između njih dvojice koristeći usluge hotelskog osoblja na taj način ostavljajući utisak da je Dickie još uvijek živ.
Ripley unajmljuje skupi apartman u Rimu i provodi usamljeni Božić kupujući skupe poklone za samoga sebe. Freddie dolazi u posjet u stan za koji vjeruje da pripada Dickieju i automatski postane sumnjičav prema Ripleyju; apartman nije uređen prema onome što Freddie smatra da bi bio Dickiejev stil, a također mu se čini da se Ripley započeo oblačiti i ponašati poput Dickieja. Na izlazu Freddie upoznaje gazdaricu koja Ripleyja nazove "gospodinom Greenleafom". Freddie se vraća u stan kako bi se konfrontirao s Ripleyjem, ali ga ovaj iz zasjede ubija.
Tijekom sljedećih nekoliko tjedana Ripleyjeva egzistencija izložena je poput igre "mačke i miša" s policijom i Dickiejevim prijateljima. Njegovu situaciju dodatno zakomplicira prisutnost Meredith Louge, bogate nasljednice koju je upoznao prilikom dolaska u Italiju i kojoj se predstavio kao Dickie Greenleaf. Ripley uskoro krivotvori samoubilačku poruku u Dickiejevo ime i seli se u Veneciju. Ubrzo se Marge, Dickiejev otac i američki privatni detektiv Alvin MacCarron suočavaju s Ripleyjem. Marge je izuzetno sumnjičava prema Ripleyju i krivi ga za Dickiejevu "smrt"; kada mu izrazi svoje sumnje, Ripley se priprema na novo ubojstvo. Međutim, prekida ih Margein prijatelj Peter Smith-Kingsley koji nenajavljen dolazi u njihov stan.
Detektiv MacCarron uskoro otkriva da je gospodin Greenleaft odlučio dati Ripleyju znatan financijski dio Dickiejvog džeparca uz želju da određeni detalji iz prošlosti njegovog sina - poput nasilnog napada na studenta u Princetonu - ne budu otkriveni talijanskoj policiji.
Ripley se upujuće na krstarenje sa Smithom-Kingsleyjem, svojim novim ljubavnikom, ali ubrzo otkriva da se na istom brodu nalazi i Meredith. Ripley u tom trenutku shvaća da će biti nemoguće održati vezu sa Smithom-Kingsleyjem, jer će ovaj vrlo brzo shvatiti da se Ripley pretvarao da je Dickie (Smith-Kingsley i Meredith se znaju od ranije i na brodu izmjenjuju par rečenica). Budući Meredith putuje sa svojom obitelji koja bi brzo primijetila njezin nestanak, Ripley ju ne može ubiti i na taj način riješiti svoju novu situaciju. Film završava s uplakanim Ripleyjem nakon što publika vidi da je zadavio Smitha-Kingsleyja u njihovoj brodskoj kabini. 

## Glumačka postava
- Matt Damon kao Tom Ripley
- Gwyneth Paltrow kao Marge Sherwood
- Jude Law kao Dickie Greenleaf
- Cate Blanchett kao Meredith Logue
- Philip Seymour Hoffman kao Freddie Miles
- Jack Davenport kao Peter Smith-Kingsley
- James Rebhorn kao Herbert Greenleaf
- Sergio Rubini kao inspektor Roverini
- Philip Baker Hall kao Alvin MacCarron
- Celia Weston kao teta Joan

## Nagrade i nominacije

### Oscar
Film Talentirani gospodin Ripley nominiran je u 5 kategorija za prestižnu nagradu Oscar, ali nije osvojio niti jednu.
- Najbolji sporedni glumac - Jude Law
- Najbolji adaptirani scenarij - Anthony Minghella
- Najbolja scenografija - Roy Walker i Bruno Cesari
- Najbolja kostimografija - Ann Roth i Gary Jones
- Najbolja originalna glazba - Gabriel Yared

### Zlatni globus
Film Talentirani gospodin Ripley nominiran je u 5 kategorija za nagradu Zlatni globus, ali nije osvojio niti jednu.
- Najbolji film (drama)
- Najbolji redatelj - Anthony Minghella
- Najbolji glumac (drama) - Matt Damon
- Najbolji sporedni glumac - Jude Law
- Najbolja originalna glazba - Gabriel Yared

### BAFTA
Film Talentirani gospodin Ripley nominiran je u 7 kategorija za britansku nagradu BAFTA, a osvojio je jednu.
- Najbolji sporedni glumac - Jude Law
- Najbolji film - William Horberg i Tom Sternberg
- Nagrada David Lean za najbolju režiju - Anthony Minghella
- Najbolji adaptirani scenarij - Anthony Minghella
- Najbolja sporedna glumica - Cate Blanchett
- Najbolja kamera - John Seale
- Nagrada Anthony Asquith za najbolju filmsku glazbu - Gabriel Yared

## Vanjske poveznice
- Talentirani gospodin Ripley u internetskoj bazi filmova IMDb-a
- Talentirani gospodin Ripley na Box Office Mojo
- Talentirani gospodin Ripley na Rotten Tomatoes
- Knjiga snimanja Anthonyja Minghelle